# Gomyopsis kuscheli
Gomyopsis kuscheli är en skalbaggsart som beskrevs av Dégallier 1984. Gomyopsis kuscheli ingår i släktet Gomyopsis och familjen stumpbaggar. Inga underarter finns listade i Catalogue of Life.